# Glycythyma
Glycythyma és un gènere d'arnes de la família Crambidae.

## Taxonomia
- Glycythyma chrysorycta (Meyrick, 1884)
- Glycythyma leonina (Butler, 1886)
- Glycythyma thymedes Turner, 1908
- Glycythyma xanthoscota (Lower, 1903)